# Науру на Светском првенству у атлетици на отвореном 2019.
Науру је учествовао на 17. Светском првенству у атлетици на отвореном 2019. одржаном у Дохи од 27. септембра до 6. октобра седамнаести пут, односно учествовао је на свим првенствима до данас. Репрезентацију Науруа представљао је један атлетичар који се такмичио у трци на 100 метара.
На овом првенству такмичар Науре није освојио ниједну медаљу, али оборен је један лични рекорд.

## Учесници
Мушкарци:
- Јона Харис — 100 м

## Резултати

### Мушкарци
| Атлетичар  | Дисциплина | Лични рекорд | Предтакмичење | Предтакмичење | Квалификације        | Квалификације        | Полуфинале           | Полуфинале           | Финале               | Финале       | Детаљи |
| Атлетичар  | Дисциплина | Лични рекорд | Резултат      | Место         | Резултат             | Место                | Резултат             | Место                | Резултат             | Место        | Детаљи |
| ---------- | ---------- | ------------ | ------------- | ------------- | -------------------- | -------------------- | -------------------- | -------------------- | -------------------- | ------------ | ------ |
| Јона Харис | 100 м      | 10,82        | 11,01         | 4. у гр. 4    | Није се квалификовао | Није се квалификовао | Није се квалификовао | Није се квалификовао | Није се квалификовао | 44 / 65 (68) |        |